# Mars Science Laboratory

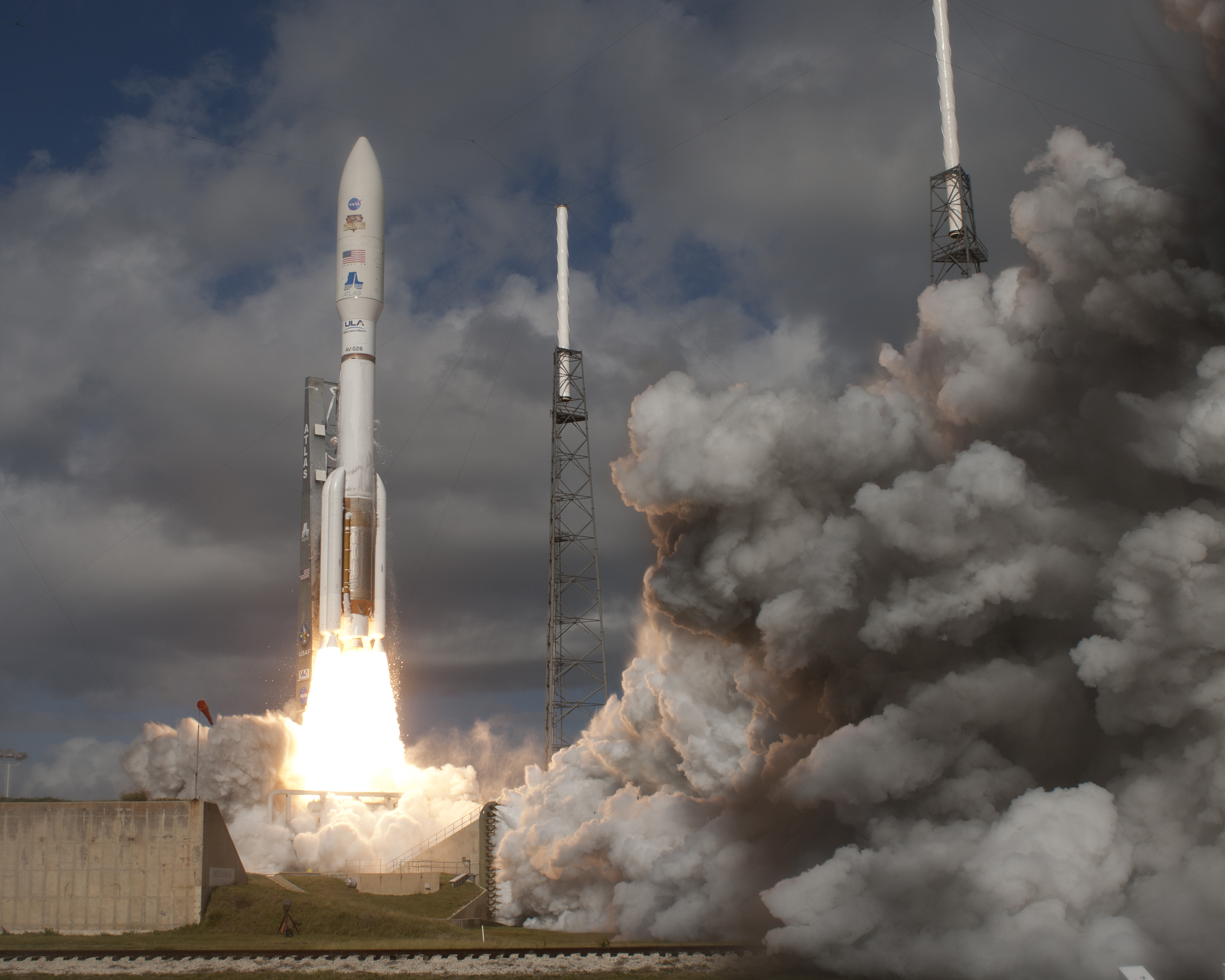
De lancering op 26 november 2011

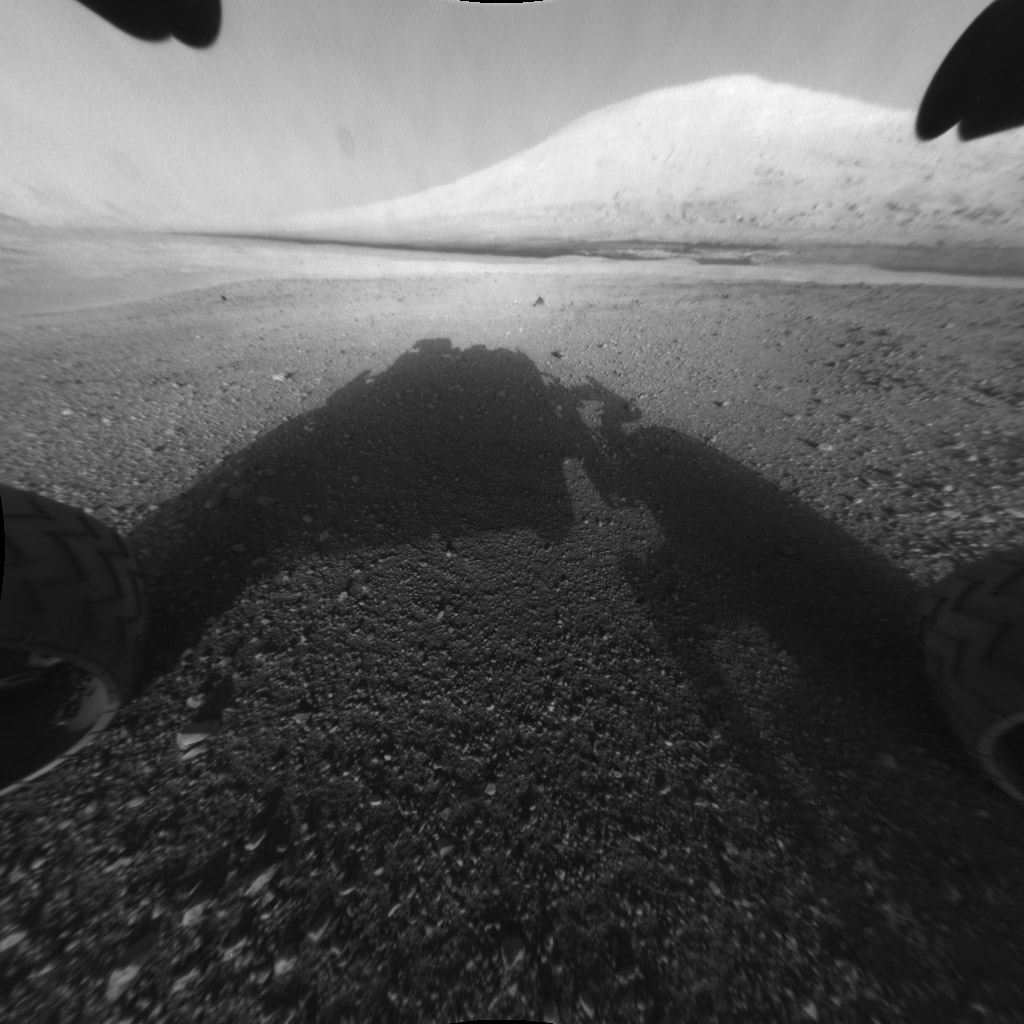
Het Marsoppervlak zoals vastgelegd door de Curiosity

Het Mars Science Laboratory (MSL) is een onbemand voertuig (Engels: rover) dat onderzoek doet op Mars. Meestal wordt de naam Curiosity gebruikt. De Curiosity kan bodemmonsters analyseren op sporen van leven.
De landingsplaats werd onder meer uitgekozen op basis van satellietfoto's die in de directe omgeving sporen van water tonen. Het voertuig is ongeveer drie keer zo groot als de twee Mars Exploration Rovers die in 2004 een succesvolle missie uitvoerden.

## Doelstellingen
De MSL-missie heeft vier wetenschappelijke doelstellingen:
- vaststellen of er ooit leven mogelijk was op Mars
- het klimaat op Mars bestuderen
- de geologie op Mars bestuderen
- een bemande missie naar Mars voorbereiden

Om deze doelen te bereiken, heeft het MSL zes kleinere doelen:
- de mineralogische samenstelling van geologische materialen op het oppervlak en nabij het oppervlak van Mars bepalen
- proberen de chemische bouwstenen voor leven te vinden
- de processen die de rotsen en de grond hebben gevormd onderzoeken
- een tijdlijn (4 miljard jaar lang) opstellen van de evolutie van de atmosfeer op Mars
- de aanwezigheid, verspreiding en cyclussen van water en CO2 bepalen
- het brede spectrum van oppervlaktestraling bepalen

## Verloop van de missie

### Vooraf
In april 2008 werd gemeld dat het budget van het project was overschreden met 235 miljoen dollar, ofwel 24%, en dat dit misschien gecompenseerd zou moeten worden door geld van andere Mars-projecten te gebruiken. Tegen oktober 2008 steeg het overschrijdingspercentage naar bijna 30%. Tegen november van hetzelfde jaar was de rover eigenlijk af, maar veel van de hardware en software moest nog getest worden. Op 3 december 2008 kondigde NASA aan dat de lancering uitgesteld zou worden tot de lente van 2011 wegens ontoereikende testtijd. De technische en budgettaire redenen voor de vertraging werden aan de Planetary Science Community uitgelegd in een bijeenkomst in januari 2009. Tussen 23 en 29 maart 2009 kreeg het brede publiek de kans om negen finalisten voor de naam te bepalen via een poll op de website van NASA. Deze input werd meegerekend door de juryleden die de naam kozen. Op 27 mei 2009 werd de winnende naam, Curiosity, geselecteerd. Hij was ingediend door Clara Ma uit Kansas.
De lancering stond oorspronkelijk gepland in oktober 2009. Wegens diverse problemen bij de ontwikkeling werd de lancering uitgesteld. De lancering vond plaats op 26 november 2011 vanaf het Cape Canaveral Air Force Station in Florida.

### Landing
Op 6 augustus 2012 rond 7.30 uur Midden-Europese Tijd landde Curiosity in de Galekrater op Mars.
De landing vond plaats door allereerst af te remmen in de atmosfeer, daarbij werd een hitteschild gebruikt. Daarna werd een parachute ingezet die ook bij de nog supersonische snelheid functioneerde. In de laatste etappe van de landing werd een zogenaamde sky-crane (luchthijskraan) ingezet; een platform dat langzaam dichter bij het oppervlak van Mars kwam en zich in de lucht hield met behulp van vier kleine raketten. De verkenner werd vervolgens aan kabels van 7½ meter langzaam neergelaten. Toen de verkenner op de grond van Mars stond, vloog de sky-crane weer weg. De complexe landingsprocedure was nodig omdat de verkenner te zwaar is om alleen met parachutes of met airbags te laten landen; Curiosity is zwaarder dan de Viking 1 (576 kg) en Viking 2 waren.
De landingsplaats was gekozen in de contouren van een rivierbedding, op een plaats waar deze zich verbreedt. Verder was de landingsplaats in de buurt van een vulkaan gekozen, omdat daar de kans om sporen van leven te vinden het grootst wordt geacht.

### Ontdekkingen

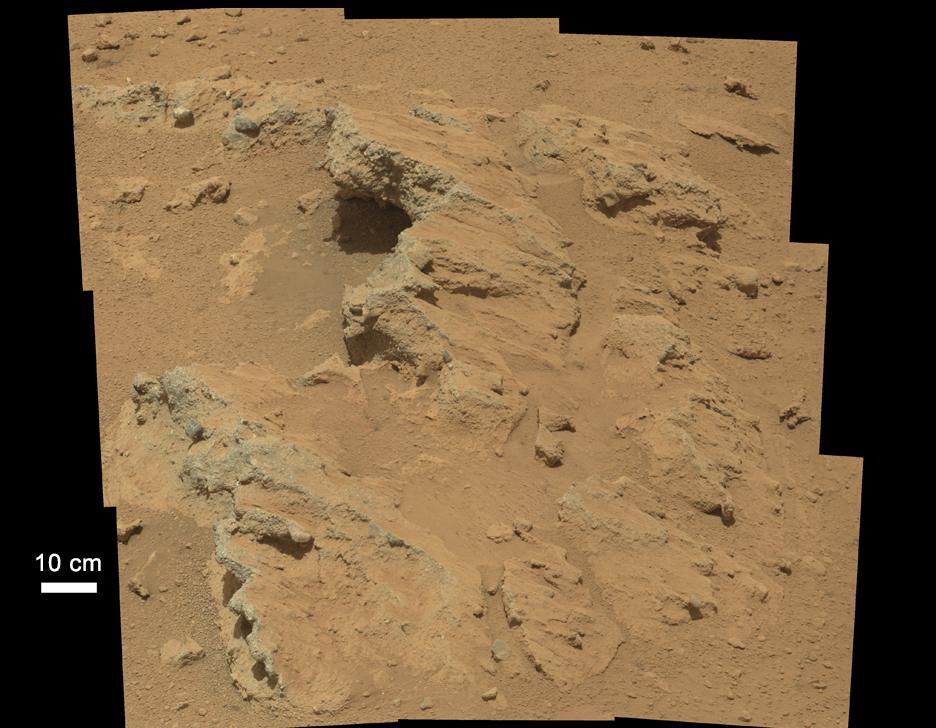
Door water geërodeerde kiezelstenen op Mars

Op 27 september 2012 stuurde de Curiosity foto's naar de Aarde, waaruit bleek dat er eens op Mars water moet hebben gestroomd: kiezelstenen waren op een manier geërodeerd die erop wees dat zij lang in stromend water hadden gelegen. In maart 2013 maakte NASA bekend dat onderzoek van een rotsmonster had aangetoond, dat in vroeger tijden leven op Mars mogelijk is geweest.
7 februari 2014 stuurde de Curiosity een foto van de Aarde en de Maan. De Aarde is vanaf Mars iets helderder dan de sterren (uitgezonderd de Zon).
Begin maart 2022 ontdekte Curiosity in de Gale-krater van Mars een mineraalformatie in de vorm van een bloem, mogelijk ontstaan doordat er ooit water was.
In 2024 ontdekte Curiosity pure zwavelkristallen, toen een steen openbarstte terwijl de rover er overheen reed. NASA had geen verklaring, waarom het daar op Mars voorkomt. Weliswaar zijn al diverse malen zwavelhoudende mineralen gevonden, maar geen zwavelkristallen in pure vorm.

### Slijtage aan wielen
De topsnelheid van Curiosity op een harde, vlakke ondergrond bedraagt 4 cm/s. Elk van de zes apart aangedreven aluminium wielen is 40 cm breed en heeft een diameter van 50 cm. De buitenlaag van een wiel is slechts 0,75 mm dik; het op die laag aangebrachte profiel geeft het wiel sterkte. De wielen sleten sneller dan verwacht; een door Curiosity op 21 april 2015 overgeseinde foto liet diverse scheuren en deuken zien. Het voorste paar wielen sleet het snelst, gevolgd door het middelste paar. Het niet-optimale wagenontwerp en het stuuralgoritme bleken de oorzaken van de snellere slijtage, die zijn weerslag had op het onderzoek ter plaatse. Naast de wetenschappelijke waarde van interessante locaties moest tevens het gevaar van meerdere routes daarnaartoe worden afgewogen.

## Eigenschappen
De verkenner werd naar Mars vervoerd met behulp van een Atlas V 541-raket. Dit type raket werd eerder onder meer gebruikt voor de Mars Reconnaissance Orbiter en bestaat uit een mechanisch deel (het ruimtevaartuig) en het eigenlijke laboratorium. Dit laatste heeft zes wielen, een robotarm en camera's die op manshoogte geïnstalleerd zijn. Het kan zich 5 tot 20 kilometer van zijn landingsplaats verwijderen. Het is de bedoeling dat het minimaal een Mars-jaar (687 dagen) in bedrijf blijft.
Als energiebron is een thermo-elektrische radio-isotopengenerator geïnstalleerd in plaats van de weersafhankelijke zonnecellen van de Mars-rovers.

## Eerdere missies
- de Russische Mars 3 landde in 1971 op Mars.
- het Vikingprogramma waarbij de Viking 1 en Viking 2 in 1976 op Mars landden.
- de Mars Pathfinder, die in 1997 op Mars landde.
- de Spirit en de Opportunity, die in 2004 op Mars landden